# Kookwinkel
Een kookwinkel is een vorm van detailhandel gespecialiseerd in de verkoop van artikelen die zijn gerelateerd aan koken en de gastronomie in het algemeen, met name keukengerei. Het assortiment van een kookwinkel bestaat meestal uit pannen(sets), messen(sets), bestek, glaswerk en gerei om gerechten klaar te maken (raspen, zeven, gardes, etc.).
Een aantal kookwinkels ontplooit ook met gastronomie verband houdende nevenactiviteiten, zoals het organiseren van kookworkshops en het laten slijpen van messen.